# Union démocratique timoraise
Pour les articles homonymes, voir Union démocratique.
L’Union démocratique timoraise (União Democrática Timorense) est un parti politique conservateur du Timor oriental. Il a été le plus ancien parti politique timorais, créé en 1974 à la suite de la révolution des Œillets au Portugal. Ses fondateurs appartiennent à l’élite traditionnelle.

## Historique
Il soutenait originellement la poursuite de liens avec son ancienne puissance coloniale, le Portugal, en usant du slogan Tétoum Mate bandera hum signifiant « dans l’ombre du drapeau Portugais » mais il forma plus tard une alliance avec la plus à gauche Frente Revolucionaria de Timor Leste Independente (Fretilin) pour marcher vers l’indépendance en janvier 1975.
Cette alliance se brisa bientôt sous les accusations de l’UDT qui reprochait au Fretilin de ne pas contrôler ses membres aux idées les plus extrêmes bien que pendant ce temps, des dirigeants de l’UDT, comme Francisco Lopes da Cruz ont apporté leur aide à l’organisation de rencontres avec le BAKIN, le renseignement militaire Indonésien, qui rapportait les craintes de Jakarta sur un État indépendant sous le contrôle du Fretilin. En aout 1975, l’UDT échoue dans sa tentative de coup d’État contre l’administration portugaise, qui se solde par 2 000 morts et trois mois de guerre civile ; 3 000 personnes, sympathisants et politiciens de l’UDT s’enfuirent, traversant la frontière du Timor occidental indonésien, où il leur était exigé de signer une pétition appelant à l’annexion du Timor oriental par l’Indonésie.
Un des plus anciens dirigeants de l’UDT, Mario Viegas Carrascalão, de mèche avec le régime indonésien, a été promu gouverneur de cette « 27e province indonésienne » de 1983 à 1992. Cependant, son frère João mena l’UDT en exil au Portugal et en Australie, et lui fit plus tard rejoindre le Fretilin dans un mouvement d’union nationale appelé le Conselho Nacional de Resistência Maubere (CNRM ou conseil national de la résistance Maubere), plus tard rebaptisé Conselho Nacional de Resistência Timorense (CNRT ou Conseil national de la résistance timoraise).
À la suite des émeutes de Jakarta en mai 1998 ayant conduit à la chute du dictateur Suharto, et au changement de politique qui s’en suivi, l’UDT a pu s’organiser au Timor oriental où il fit campagne pour l’indépendance.
Aux élections parlementaires du 30 août 2001, le parti obtient 2,4 % de votes et 2 des 88 sièges. À celles du 30 juin 2007, l’UDT obtient 0,90 % de vote et perdit ses sièges au parlement vu qu’il ne franchit pas la barre des 3 %.

## Crédit des auteurs
- (en) Cet article est partiellement ou en totalité issu de l’article de Wikipédia en anglais intitulé « Timorese Democratic Union » (voir la liste des auteurs).